# 洛浦街道 (广州市)
洛浦街道是中国广东省广州市番禺区下辖的一个街道，位于番禺区北部，2006年1月25日由原大石镇分拆出，辖区内以房地产业为主，有多个著名大型楼盘。辖区总面积25.38平方公里，下辖6个社区9个村。常住人口5.7万人，外来人口2.9万人。洛浦街由两个岛屿组成，东面是沙滘岛，西面是南浦岛，北与海珠区以珠江后航道相隔，南与大石街道以三支香水道和大石水道相隔。

## 名称由来
洛浦街道以沙滘岛的洛溪新城和南浦岛各取一字而命名。

## 历史变迁
- 明、清两代，镇境分属之大石堡、大山堡和沥滘堡
- 清末明初，分属茭塘司之维安社乡和显社乡
- 民国20年，属二区显社乡和三区和平乡（维安乡）
- 解放初属禺南西区（1950年5月改称三区）
- 1953年3月分为五区和六区，大石为六区区府驻地，后称大石区
- 1957年3月撤区，析出大石、钟村、沙头三个大乡
- 1958年10月，属番禺人民公社大石团（后该为基层公社）
- 1959年4月-6月，先后分出沙头、钟村公社，大石公社建制一直沿至1984年始改为大石区
- 1987年改为大石镇
- 2006年大石镇分拆为大石街道和洛浦街道

## 行政规划
- 居民委员会：洛溪新城、丽江花园、珠江花园、广州碧桂园、广州奥林匹克花园、洛涛南居、洛湖、锦绣半岛、和悦
- 行政村：沙溪村、厦滘村、上漖村、洛溪村、东乡村、西一村、西二村、西三村、桔树村

## 大型楼盘
- 廣州奧林匹克花園
- 廣州碧桂園
- 麗江花園
- 洛溪新城
- 洛涛居
- 南浦海滨花园
- 东海花园
- 百事佳花园
- 海怡花园
- 东海花园
- 华荟明苑
- 中海蓝湾
- 锦绣半岛
- 珠江花园
- 海龙湾
- 星河湾海怡半岛

## 学校

### 公办
- 洛溪新城小学
- 洛浦中心小学
- 洛溪新城中学
- 洛浦小学
- 洛浦中学
- 上漖小学
- 西一小学
- 西二小学
- 东乡小学
- 沙滘中学
- 沙溪小学

### 民办
- 华立学校
- 厦滘学校
- 广州旅游职业学校洛溪分校
- 莱茵中英文学校
- 恒润实验学校

## 商业地产
- 沙溪专业批发市场
- 五湖四海国际水产交易中心
- 奥园广场
- 五洲装饰材料城
- 新地购物广场
- 洛溪食街
- 如意中心

## 交通

### 道路
- 105国道
- 新光快速路
- 番禺大道
- 东新高速公路

### 地铁
- 广州地铁2号线洛溪站、南浦站
- 广州地铁3号线厦滘站
- 广州地铁18号线沙溪站
- 广州地铁22号线南浦西站（尚未开通）